# Least Laxity First
Least Laxity First, oder auch Planen nach Spielraum genannt, ist ein speziell für Multiprozessor-Rechner geeignetes Scheduling-Verfahren. Es geht allerdings von der vereinfachten Voraussetzung aus, dass jeder Prozess auf jedem verfügbaren Prozessor die gleiche Ausführungszeit besitzt und einzelne Prozesse nicht an einen bestimmten Prozessor gebunden sind, obwohl dies speziell bei eingebetteten Systemen der Fall ist. 

## Verfahren
Der Prozess-Scheduler wählt in diesem Verfahren diejenigen Prozesse zuerst, die den geringsten Spielraum haben. Unter dem Spielraum eines Prozesses versteht man die zeitliche Differenz zwischen der Zeitschranke bis zu dem Zeitpunkt, an dem der Prozess vollständig ausgeführt sein muss, abzüglich der Bereitzeit des Prozesses und der Ausführungszeit.
Formel: {\displaystyle l_{j}=d_{j}-r_{j}-p_{j}}

{\displaystyle l_{j}}: Laxity des Tasks j (Spielraum)

{\displaystyle d_{j}}: Deadline des Tasks j (spätester Fertigstellungstermin)

{\displaystyle r_{j}}: Release Time des Tasks j (Bereitzeit)

{\displaystyle p_{j}}: Processing Time des Tasks j (Ausführungszeit)
Dieses Scheduling-Verfahren versucht also jeden Prozess so spät wie möglich auszuführen.

## Eignung
Dieses Verfahren ist optimal für unterbrechbare Prozesse.
Es ist am besten geeignet für Systeme mit vielen aperiodischen Tasks.

## Nachteile
Dieses Verfahren hat einen hohen Rechenaufwand zur Folge. Des Weiteren werden unter Umständen viele Taskwechsel notwendig.